# Sphagnum olafii
Sphagnum olafii är en bladmossart som beskrevs av Kjeld Ivar Flatberg 1993. Enligt Catalogue of Life ingår Sphagnum olafii i släktet vitmossor och familjen Sphagnaceae, men enligt Dyntaxa är tillhörigheten istället släktet vitmossor och familjen Sphagnaceae. Arten har ej påträffats i Sverige. Inga underarter finns listade i Catalogue of Life.